# Mysore (stad)
Mysore of Maisūru (Kannada: ಮೈಸೂರು) is de op een na grootste stad van Karnataka, een deelstaat van India. De Engelstalige naam van de stad is op 1 november 2014 gewijzigd naar Mysuru.
Mysore is de hoofdstad van het gelijknamige district Mysore. De stad is verspreid over een gebied van 151 km². Mysore heeft 920.550 inwoners (2011), voornamelijk hindoes, maar ook moslims (25%), christenen, jaïnisten en boeddhisten. De belangrijkste taal is Kannada, maar Hindi en Urdu worden er ook gesproken.
Mysore, de City of Palaces, is vooral bekend om haar vele paleizen, overgebleven van het koninkrijk Mysore dat in de stad zijn zetel had, en om het jaarlijkse Dasara (Navaratri)-festival, een tiendaags hindoeïstisch festival.

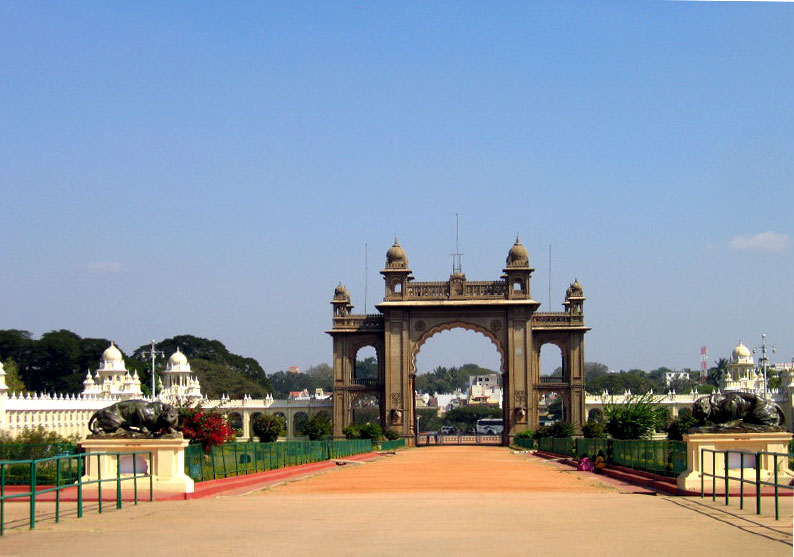
Paleispoort in Mysore

## Geografie
De stad ligt op 770 meter hoogte in de Dekan tussen de rivieren Kaveri en Kabani. Ten noordwesten van de stad ligt het stuwmeer Krishnaraja Lake.

## Geschiedenis
In de Mahabharata werd de stad genoemd als Mahishmati. In de 3e eeuw v.Chr. was de stad bekend als Purigere. Dit werd later Mahishapura. In de 18e eeuw werd het oude fort vervangen door een nieuw fort naar Europees voorbeeld. Tussen 1799 en 1831 was het de hoofdstad van het koninkrijk Mysore. In 1916, onder Brits bestuur, kreeg Mysore een universiteit.

## Media
De Star of Mysore is een Engelstalige avondkrant die in Mysore verschijnt sinds 1997.